# Terme (sculpture)
Pour les articles homonymes, voir Terme.

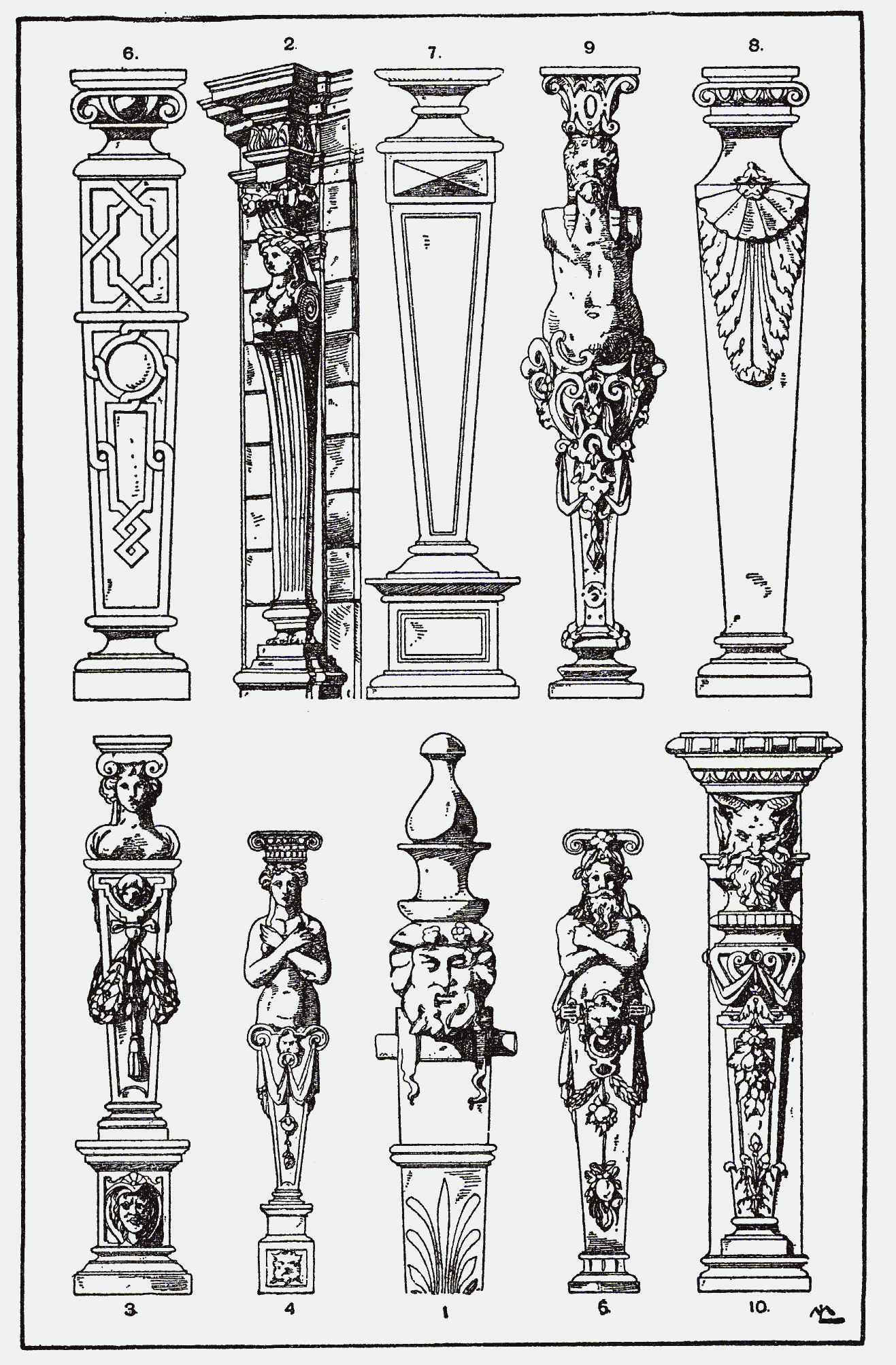
Figures terminales issues d'un livre de modèles maniéristes du XVIe siècle

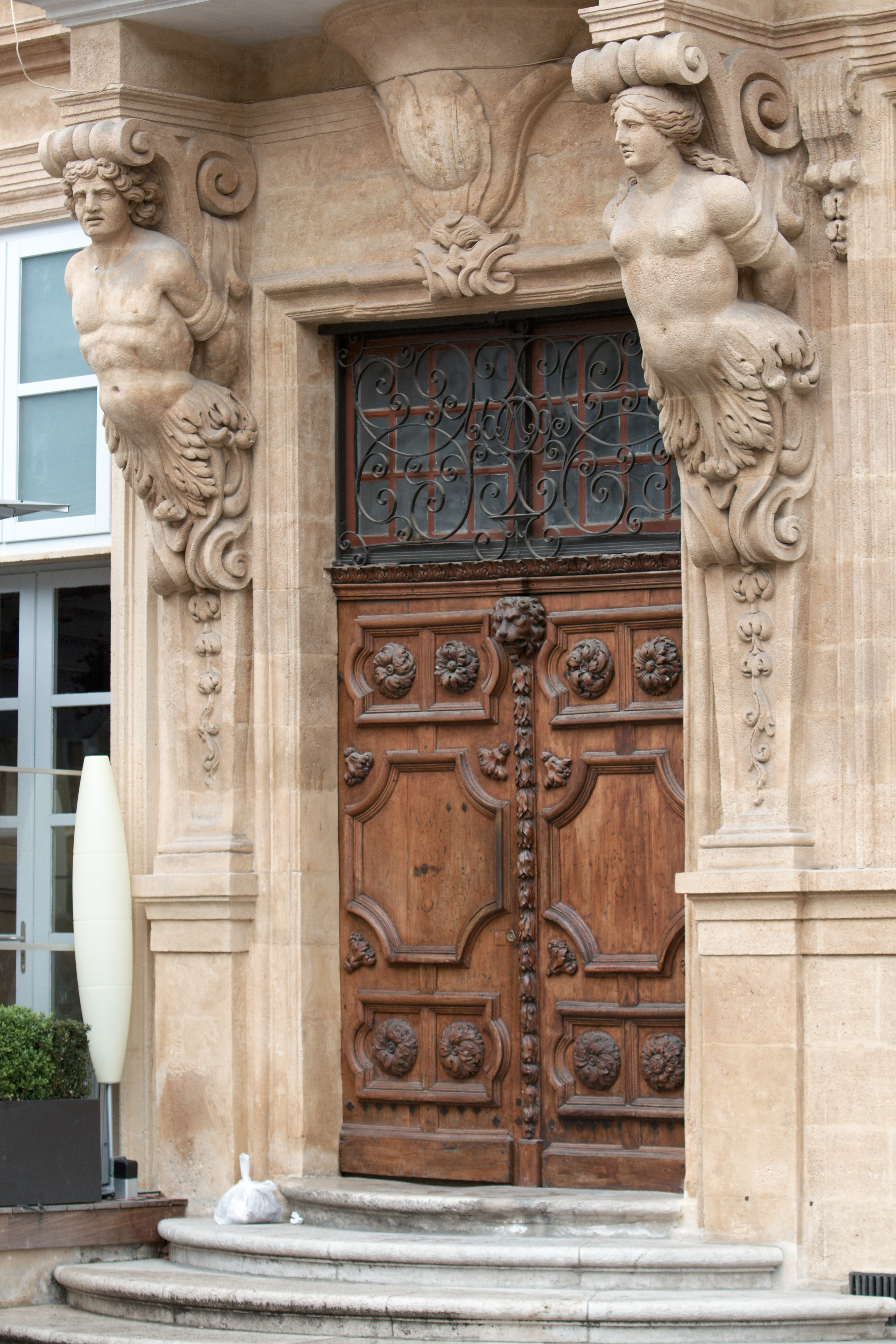
Jean-Claude Rambot. Hotel Agut. Aix-en-Provence. Termes

Terme désigne en sculpture, une espèce de statue n'ayant que la tête de figure humaine, et terminée en gaine par le bas.
L'origine de ces statues se trouverait dans le culte à Terminus.
Le terme devient par la suite un ornement architectural placé en saillie dans l'architecture néo-classique. Il représente le plus souvent une figure masculine.